# Немовицька волость
Немовицька волость — адміністративно-територіальна одиниця Рівненського повіту Волинської губернії Російської імперії. Волосний центр — село Немовичі.

### Склад
Станом на 1885 рік складалася з 8 поселень, 8 сільських громад. Населення — 5 609 осіб (2833 чоловічої статі та 2776 — жіночої), 605 дворових господарств.

### Основні поселення
- Немовичі — колишнє власницьке село за 110 верст від повітового міста, 1052 особи, 123 двори; волосне правління; православна церква, католицька каплиця, школа, поштова станція, постоялий будинок, лавка, винокурний завод.
- Глушиця — колишнє державне село при річці Случ, 921 особа, 107 дворів.
- Зносичі — колишнє власницьке село поблизу річки Случ, 564 особи, 61 двір, православна церква, постоялий будинок, кінний млин.
- Карпилівка — колишнє державне село при річці Случ, 661 особа, 76 дворів, православна церква, постоялий будинок.
- Сарни (Доротичі) — колишнє власницьке село при річці Случ, 1378 осіб, 147 дворів, православна церква, католицька каплиця, 2 постоялі будинки, водяний млин, кінний млин.
- Тинне — колишнє власницьке село при річці Случ, 665 осіб, 85 дворів, православна церква, постоялий будинок, лавка, водяний млин, винокурний завод.

## У складі Польщі
Після окупації поляками Волині волость називали ґміна Нємовіче і включили до Сарненського повіту Поліського воєводства Польської республіки. Центром ґміни було село Немовичі.
1 липня 1926 року до Неновицької гміни приєднано колонії Ост і Фільварок, вилучені зі Степанської гміни Костопільського повіту.
Розпорядженням Міністра внутрішніх справ Польщі 23 березня 1928 р. з ліквідованої ґміни Березьніца до ґміни Нємовіче передані населені пункти — село: Яринівка, колонія: Хващовата і хутір: Копище.
16 грудня 1930 ґміна у складі повіту була передана до Волинського воєводства.
Розпорядженням міністра внутрішніх справ 3 березня 1934 р. вилучено з сільської ґміни Нємовіче частини колонії Орлівка і села Доротичі з включенням їх до міста Сарни.
Польською окупаційною владою на території ґміни велася державна програма будівництва польських колоній і заселення поляками. На 1936 рік ґміна складалася з 14 громад:
1. Хвощовата — колонія: Хвощовата та маєток: Заклад-Досвідчальний;
2. Доротичі — село: Доротичі, Школа рільнича Доротичі, хутори: Біча, Грудниця, Корчмарка, Гоща і Веремського, надлісництво: Окчеве та військове селище: Сарни-Доротичі;
3. Гута-Перейма — колонії: Гута, Перейма і Плоске та хутір: Старий-Тартак;
4. Янівка — колонії: Янівка, Родеж і Малий-Родеж;
5. Яринівка — село: Яринівка, хутори: Будиська, Гуцова, Копище, Кухтюкове, Литвинкова-Нивка й Уманьова  гаївка: Дубина;
6. Катеринівка — село: Катеринівка, військове селище: Юзефпіль та фільварки: Перівка і Ромишівка;
7. Костянтинівка — колонія: Костянтинівка;
8. Люхча — село: Люхча, хутори: Люхчанське, Мощана й Оборськ та гаївка: Нивищі;
9. Немовичі — село: Немовичі та хутори: Михнівка, Пніва, Рудня і Убереж;
10. Орлівка — колонія: Орлівка, фільварки: Орлівка, Колець і Вовчі-Гори та хутори: Колець і Вовчі-Гори;
11. Ости — колонії: Ости і Фільварок, гаївка: Ости та хутір: Чорний-Ліс;
12. Сарни — село: Сарни;
13. Тинне — села: Тинне і Забара, фільварок: Бердиха, хутори: Бобриха і Броди та гаївки: Нетуша, Номовиця і Шимкова-Нива;
14. Зносичі — село: Зносичі, хутори: Бурки, Лядо, Муравин, Вільшаниця, Пасіка, Пожога, Вереття, Зденежі і Закамінь та колонія: Язвинки.

Після радянської анексії західноукраїнських земель ґміна ліквідована у зв'язку з утворенням районів.